# Tabou
Tabou es una película del año 2010.

## Sinopsis
En una solitaria velada durante el Ramadán, Leila, una joven de 18 años, debe enfrentarse a sus demonios. Su cuerpo la obliga a recordar lo que debió hacer para liberar su palabra. Solo el canto que entonaba de niña puede hacer que la llaga cicatrice.

## Premios
- Fespaco 2011